# Ulsan Mobis Phoebus
O Ulsan Mobis Phoebus é um clube profissional de basquetebol sul-coreano sediado em Ulsan, Coreia do Sul. A equipe disputa a Korean Basketball League.

## História
Foi fundado em 1997 pelo grupo Hyundai Motors.